# 江湖十八本
江湖十八本是中國諸多戲劇通行的一種說法，是對自家看門戲的總結。

## 粵劇
江湖十八本是指早期的傳統粵劇劇目，按照麥嘯霞《廣東戲劇史略》所列：《一捧雪》、《二度梅》、《三官堂》、《四進士》、《五登科》、《六月雪》、《七賢眷》、《八美圖》、《九更天》、《十奏嚴嵩》、《十二道金牌》、《十三歲童子封王》及《十八路諸侯》，缺十一、十四、十五、十六、十七經已散佚，為早期演員的「開山戲」。
早期粵劇界選取古劇最通行者而編成。每套劇目之首，均以數字作為次序。《廣州文史資料》第二十四輯梁松生、鄧金祥<瓊花憶語>記載，舊時有所謂江湖十八本，乃前粵劇界選取最流行的古劇編成，據說清乾隆年間就已流傳，因時間距今久遠和後來的排場十八本亦有所不同，其中相互間也有出入，詢諸粵劇界前輩，亦難得一致的確切見解。今一併錄出，望識者訂正。
- 《一捧雪》乃莫懷古玉杯得禍故事。
- 《二度梅》乃重臺別陳杏元和番故事。
- 《三官堂》陳世美不認妻故事。
- 《四進士》毛朋勘明奪產案故事。
- 《五台山》魯智深出家。一說《五子登科》竇燕山故事。
- 《六子歸》金沙灘故事。一說《六月霜》鄒衍下獄故事。
- 《七賢眷》一說《七擒孟獲》
- 《八陣圖》連營七百里故事。一說《八美圖》柳樹春故事。
- 《九更天》聞朗勘冤案故事。一說《九里山》。
- 《十奏嚴嵩》
- 《十一輛鐵華車》高寵挑滑車。
- 《十二金牌》岳飛故事。一說《十二寡婦征西》
- 《十三童子封王》一說《十三妹大鬧能仁寺》。
- 《十四國臨潼鬥寶》一說《十四載再世姻緣》。
- 《十五貫》
- 《十六面銅旗陣》瓦崗寨故事。
- 《十七年馬上王》陳橋兵變故事。
- 《十八路諸侯》三英戰呂布故事。

## 川劇
川劇也有所謂“江湖十八本”即《幽閨記》、《綵樓記》、《木荊釵》、《玉簪記》、《白羅帕》、《百花亭》、《葵花井》、《鸞釵記》（《放白蛇》）、《白鸚鵡》、《三孝記》、《槐蔭記》、《中三元》、《聚古城》、《鐵冠圖》、《全三節》、《漢貞烈》、《五貴聯芳》、《藍關走雪》等。

## 贛劇
1. ↑  梁松生; 邓金祥. . 廣州市政協門戶網站 - 廣州文史. 广东省广州市委员会；文史资料研究委员会.   [2018-03-10]. （原始内容存档于2010-12-06）.